# Schaftällihorn
Schaftällihorn är en bergstopp i Schweiz.   Den ligger i regionen Albula och kantonen Graubünden, i den östra delen av landet, 170 km öster om huvudstaden Bern. Toppen på Schaftällihorn är 2 527 meter över havet, eller 95 meter över den omgivande terrängen. Bredden vid basen är 0,56 km.
Terrängen runt Schaftällihorn är huvudsakligen bergig, men den allra närmaste omgivningen är kuperad. Närmaste större samhälle är Chur, 14,2 km nordväst om Schaftällihorn. 
Trakten runt Schaftällihorn består i huvudsak av gräsmarker. Runt Schaftällihorn är det ganska glesbefolkat, med 39 invånare per kvadratkilometer.